# Mary Horgan Mowbray-Clarke

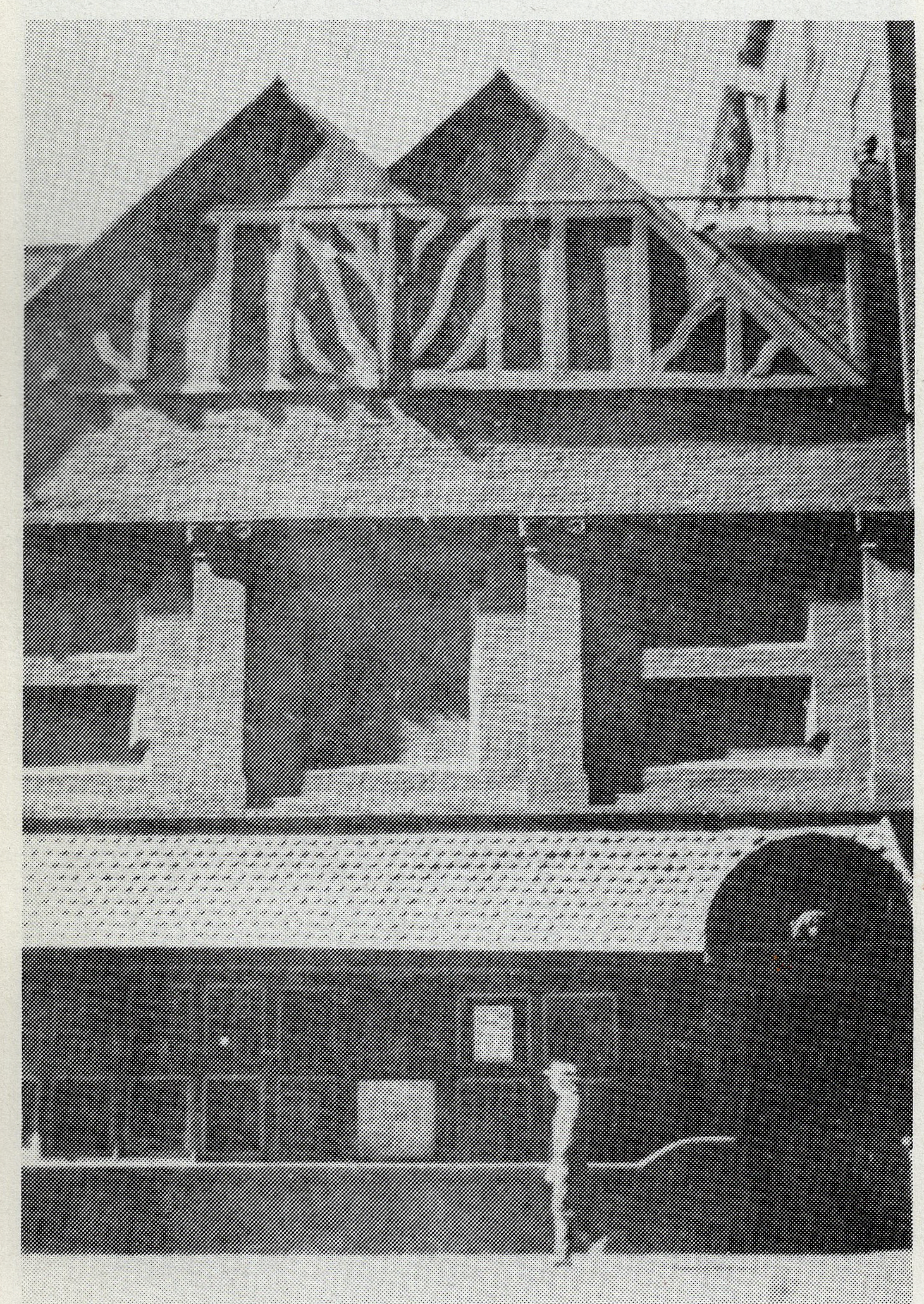
The Sunwise Turn an seinem ersten Ort, 2 East 31st Street, New York, ca. 1916

Mary Horgan Mowbray-Clarke, geborene Mary Helena Bothwell Horgan (* 1874 in Nyack, New York; † 20. November 1962 in New York City) war eine US-amerikanische Kunstkritikerin, Schriftstellerin, Verlegerin, Landschaftsarchitektin und Inhaberin von The Sunwise Turn, Buchhandlung und Literarischer Salon, der ein Brennpunkt künstlerischer Aktivitäten und anarchistischen politischen Denkens in New York City während der 1910er und 1920er Jahre war. Sie war die Ehefrau von John Frederick Mowbray-Clarke, einem Bildhauer, der 1913 die einflussreiche Armory Show, eine Ausstellung moderner Kunst, mitorganisierte.

## Leben
Mowbray-Clarke stammte aus einer großen irisch-katholischen Arbeiterfamilie. Ihr Vater war Landschaftsarchitekt, Gärtner und später Lebensmittelladenbesitzer. Sie besuchte als 16-jährige die Art Students League of New York. Dort lernte sie 1888 Arthur B. Davies kennen; die beiden begannen eine romantische Beziehung, und Davies stellte sie einer Reihe von Persönlichkeiten der Kunstwelt vor.
Im Jahr 1907 veröffentlichte sie ihr erstes Buch, die Kunstgeschichte The Argonaut.
Mowbray-Clarke eröffnete zusammen mit Madge Jenison 1916 die Buchhandlung The Sunwise Turn in der 31st Street, östlich der Fifth Avenue in New York City. Davies gestaltete die Inneneinrichtung, die „burning orange“ war, während das Schild davor von dem Künstler Henry Fitch Taylor entworfen wurde. Im Jahr 1919 zog der Laden in die 51 East 44th Street um, einem Gebäude des Yale Club of New York City.
Die Buchhandlung diente als ein wichtiges intellektuelles und soziales Zentrum für Künstler, Schriftsteller und revolutionäre politische Denker in New York. Neben dem Verkauf von Büchern, Kunst, Textilien und Skulpturen veröffentlichte The Sunwise Turn auch kleine Ausgaben von Büchern.  Darunter waren zum Beispiel die erste Ausgabe von The Dance of Siva: Fourteen Indian Essays von Ananda Coomaraswamy, das die amerikanische Öffentlichkeit in die indische Kunst und Kultur einführte, sowie Bände von Witter Bynner, Rainer Maria Rilke und Edward Plunkett. Sie organisierten Lesungen und Literaturveranstaltungen mit Robert Frost, Amy Lowell, Lola Ridge und Alfred Kreymborg. 1920 arbeitete die junge Peggy Guggenheim als unbezahlte Hilfskraft im Laden, wo sie Mowbray-Clarkes Einfluss aufnahm und zum ersten Mal mit den Künstlern und Schriftstellern der Avantgarde in Berührung kam, die später ihre Welt als Mäzenin prägen sollten. Die Buchhandlung schloss 1927, und die Gesellschaft wurde 1928 aufgelöst.
Die Mowbray-Clarkes lebten in Rockland County, New York, auf einer Farm und einem Studio namens Brocken, nur sechs Meilen von Davies entfernt. Wie der Sunwise Turn wurde Brocken zu einem sozialen Zentrum für den Austausch politischer Ideen vom Sozialismus bis zum Anarchismus und zu einem Ort der Gemeinschaft zwischen „freien Geistern“.
In den 1930er und 40er Jahren etablierte sich Mowbray-Clarke als Landschaftsarchitektin und entwarf den preisgekrönten Dutch Garden in Rockland County sowie eine Reihe von Gärten, die sich in Häusern in der Umgebung befinden.
Mowbray-Clarke starb im Jahr 1962 in New City, New York. Sie wurde von ihrem Sohn John Bothwell Mowbray-Clarke und zwei Enkelinnen überlebt.
Die Archivalien von John und Mary Mowbray-Clarke und des Sunwise Turn befinden sich im Harry Ransom Center an der University of Texas in Austin und in den Archives of American Art, Smithsonian Institution in Washington, D.C.